# Sanctuaire de la Fortuna Primigenia
Fortuna Primigenia est le nom donné aux vestiges d'un ancien complexe cultuel romain datant de la fin du IIe siècle av. J.-C., lieu sacré dédié à la déesse Fortuna de la ville  de  Praeneste (aujourd'hui Palestrina dans la  province de Rome). 
Les archéologues Ranuccio Bianchi Bandinelli et Mario Torelli estiment qu'il s'agit « du plus grand ensemble d'architectures tardo républicaine de l'Italie antique ».

## Histoire

### Origines légendaires
À propos de la construction du sanctuaire de la Fortuna Primigenia, Cicéron relate : 
"Les chroniques de Préneste rapportent que Numérius Suffustius, personnage honorable et de noble famille, reçut dans des songes fréquents, et à la fin même menaçants, l'ordre d'entailler le rocher dans un lieu déterminé. Terrifié par ces visions, il se serait mis à l’œuvre malgré les risées de ses concitoyens : alors du rocher brisé seraient sortis des sortes de chêne gravés de caractères archaïques. Ce lieu est aujourd'hui un enclos consacré près de la chapelle de Jupiter enfant, qui est représenté assis avec Junon sur les genoux de Fortune, qui l'allaite et dont il cherche à saisir le sein, et reçoit des mères un culte particulièrement pieux. Les chroniques disent qu'au même moment, à l'endroit où se trouve le sanctuaire de fortune, du miel coula d'un olivier. Les haruspices déclarèrent que ces sortes jouiraient de la plus grande renommée, et sur leur ordre, on fabriqua de cet olivier un coffret où l'on déposa les sortes que l'on tire aujourd'hui sur l'inspiration de Fortune... L'opinion commune a rejeté aujourd'hui ce mode de divination; c'est grâce à la beauté et à l'antiquité du sanctuaire que les sortes de Préneste gardent leur réputation auprès du vulgaire."

### Datation et fouilles
Le sanctuaire aurait été construit à la fin du IIe siècle av. J.-C. ; la datation traditionnellement admise de l'époque de Sylla a été remise en question  par F. Fasolo et G. Gullini qui datent l'origine du sanctuaire au milieu  du IIe siècle av. J.-C., et a été reportée à partir de données épigraphiques à la fin du même siècle. 
Les fouilles ont permis de trouver des pièces archéologiques qui témoignent de l'existence sur place du culte dès les IVe – IIIe siècle av. J.-C.
Les vestiges, qui étaient englobés dans les constructions médiévales, ont été mis au jour par les bombardements du centre citadin au cours de la Seconde Guerre mondiale.

## Description
Le temple de Fortuna s'inscrit dans la partie supérieure du sanctuaire, aujourd'hui incorporé au Palazzo Colonna Barberini. Il dominait un complexe architectural monumental et graduel, composé de cinq vastes terrasses, qui, reposant sur de gigantesques soubassements en maçonnerie et reliées entre elles par de grands escaliers, s'élèvent les unes au-dessus des autres sur la colline en forme de flanc de pyramide, couronnée sur la terrasse la plus haute par le temple rond de la Fortune. Ces terrasses étaient composées (de haut en bas) d'un théâtre ceinturé d'un portique à double nef, de la grande esplanade de la Cortina encadrée par un portique similaire, surplombant la terrasse des hémicycles, laquelle permettait un accès divergent à la Via del Borgo à l'aide de deux rampes de part et d'autre du sanctuaire.
Cet immense édifice, probablement de beaucoup le plus grand sanctuaire d'Italie, devait présenter un aspect des plus imposants, visible qu'il était d'une grande partie du Latium, de Rome et même de la mer.

## Galeries
Les vestiges du sanctuaire de la Fortune 

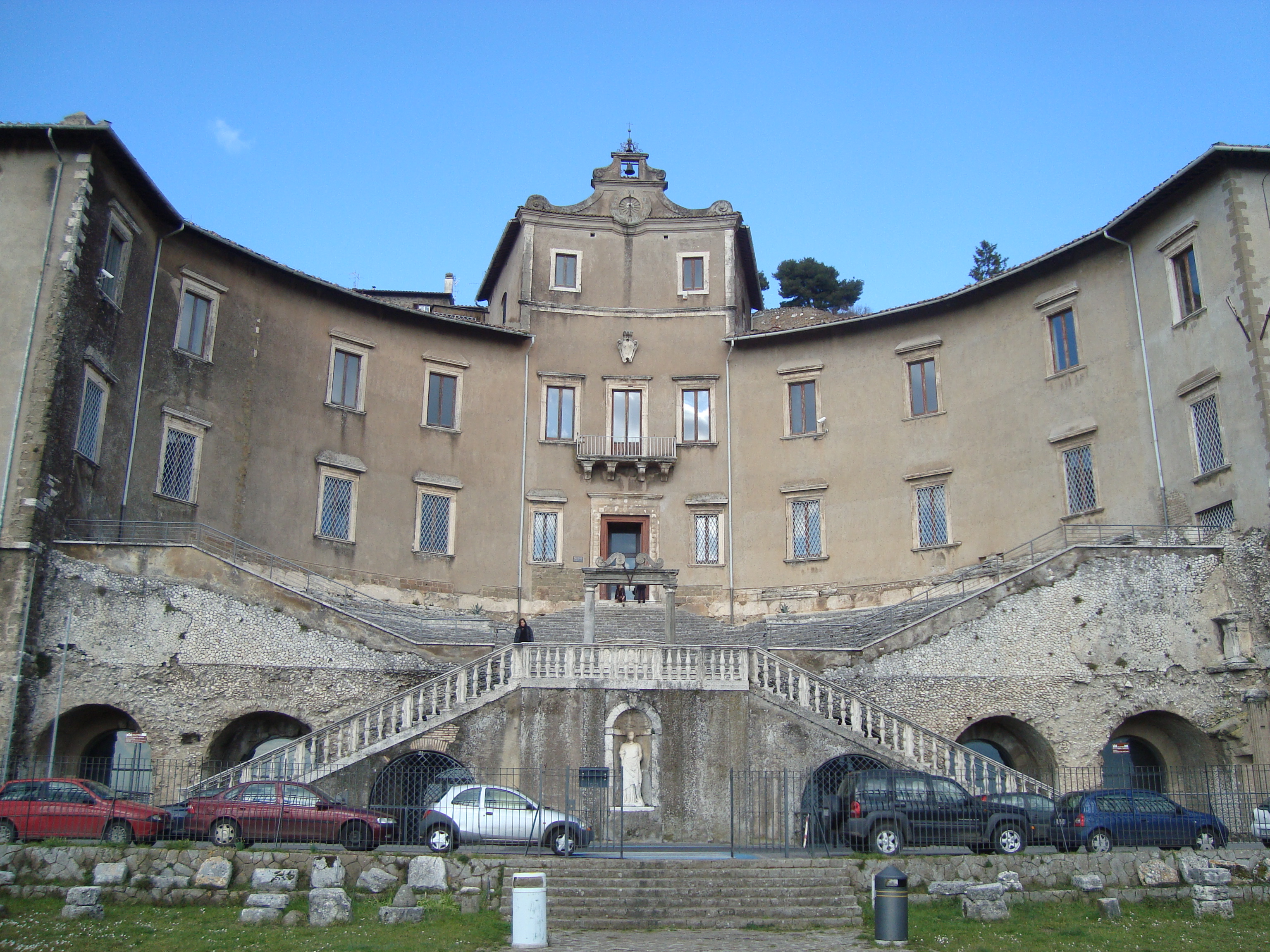
Le Palais Barberini occupe actuellement la partie supérieure du sanctuaire calquant son plan.
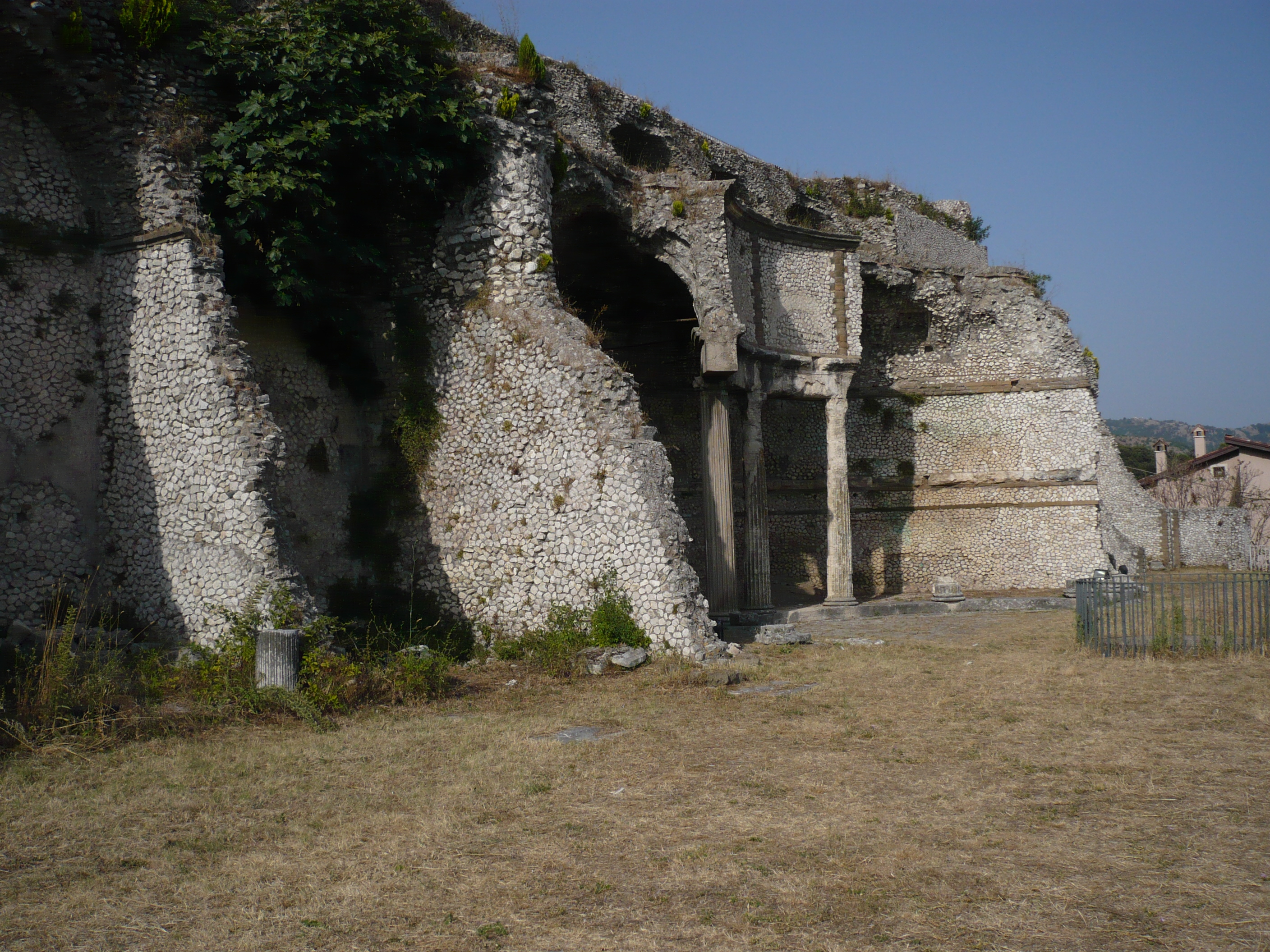
L'hémicycle de droite sur la « terrasse des hémicycles » avec le puits des sorts, noyau du sanctuaire.
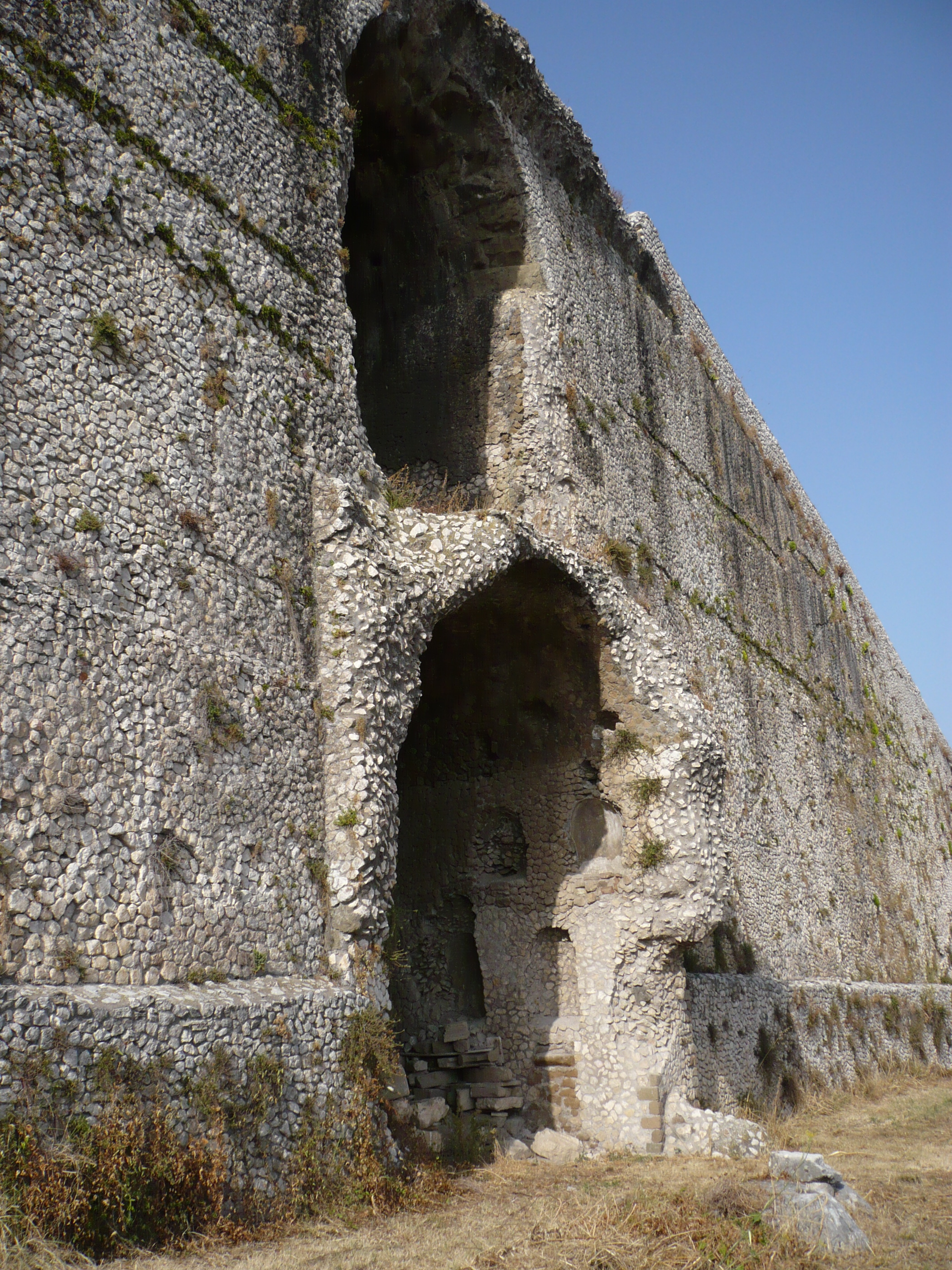
Double rampe donnant accès aux terrasses supérieures.
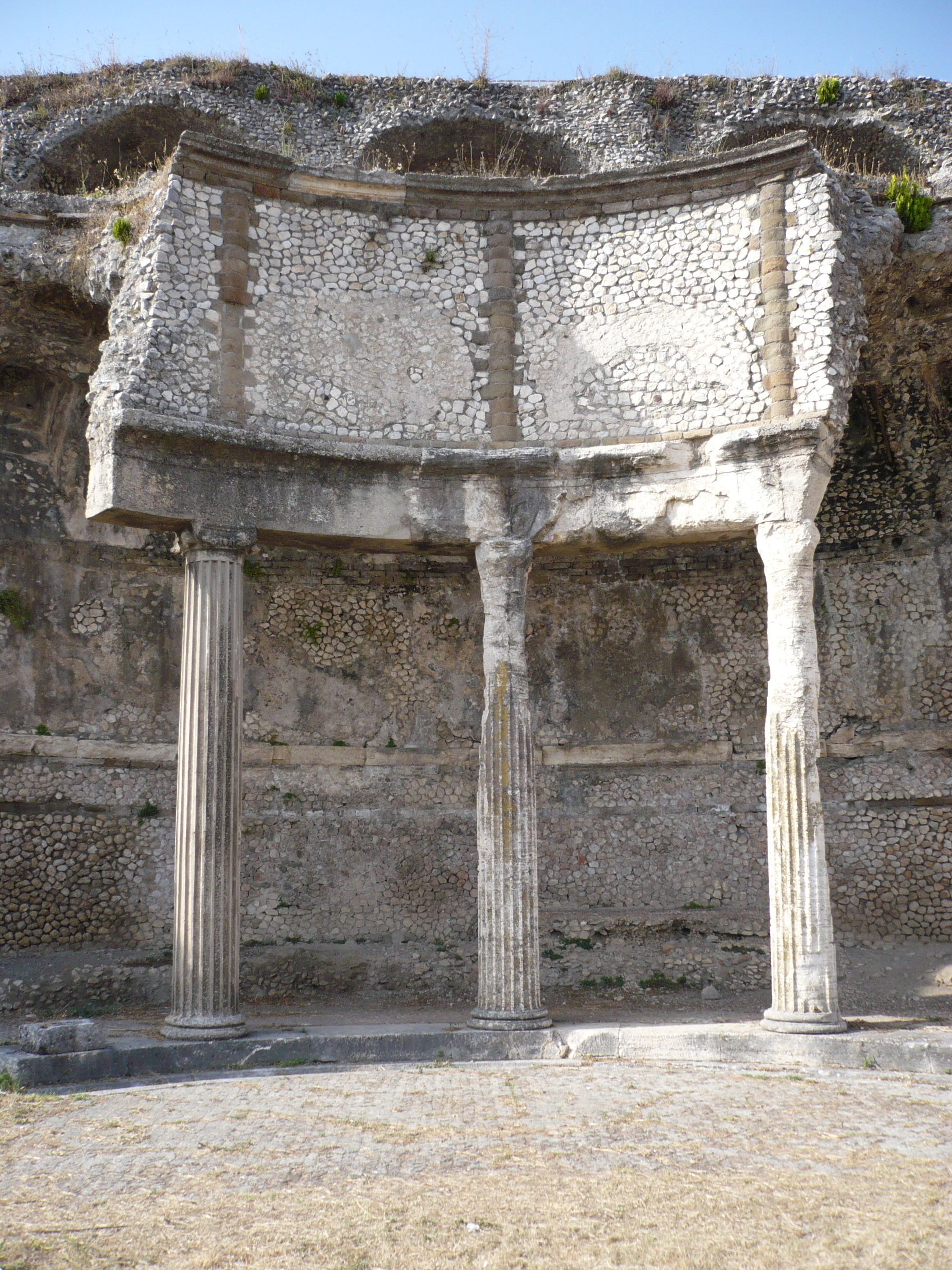
Vestige d'un hémicycle.
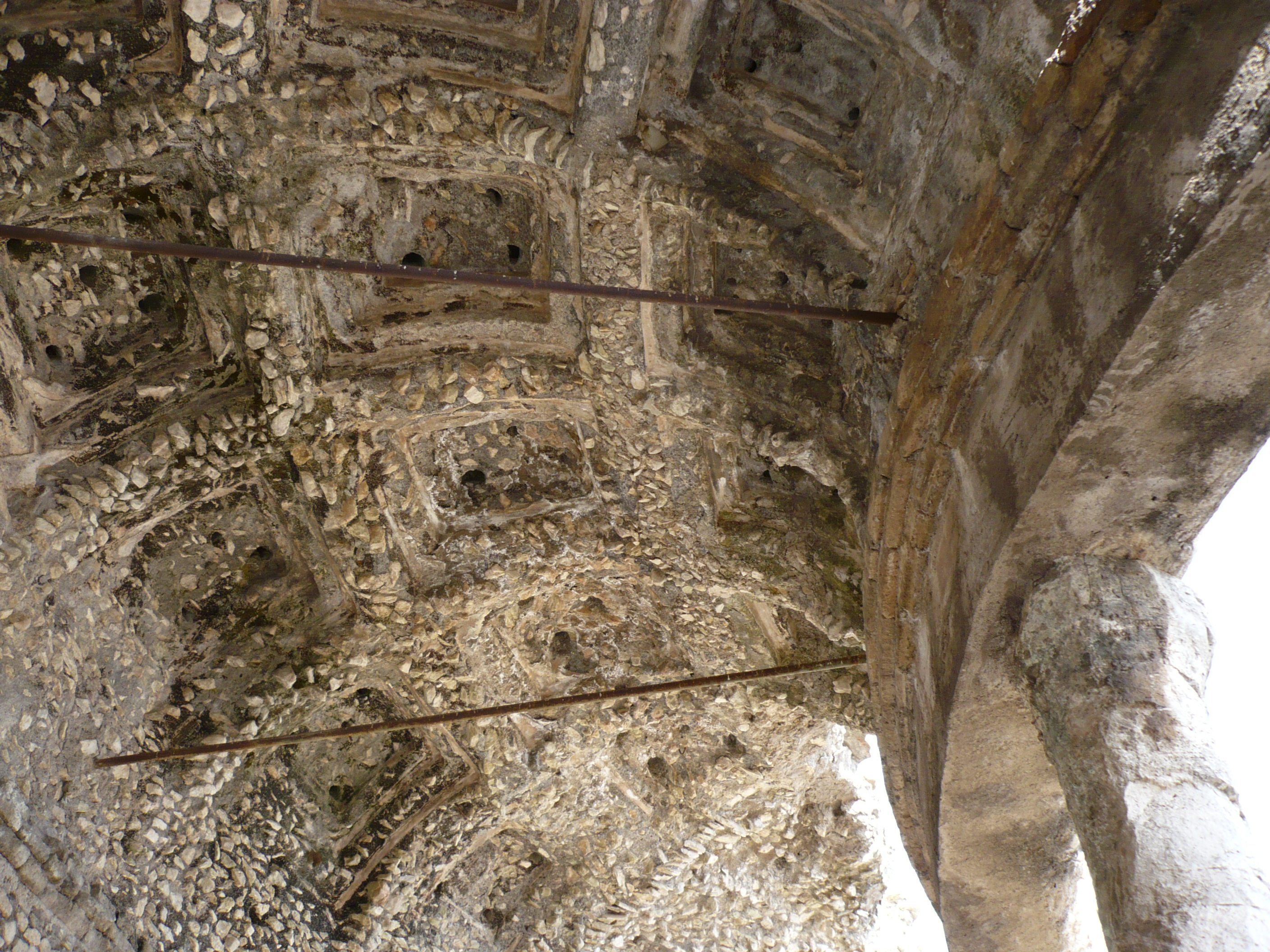
Voûte à caissons de l'exèdre du sanctuaire.
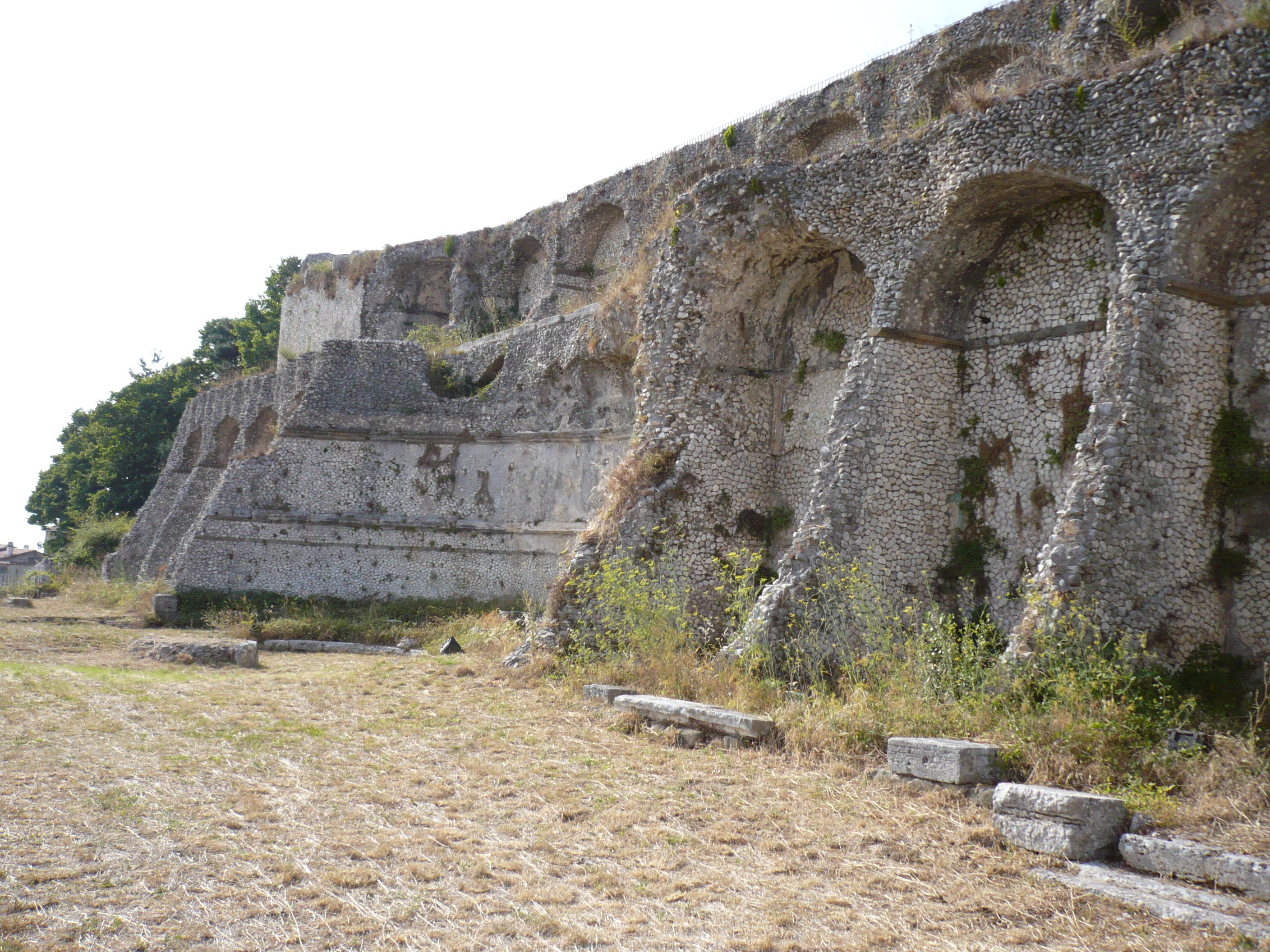
Ouvrage de soutènement du sanctuaire.

Mosaiques et sol du sanctuaire de la Fortune 

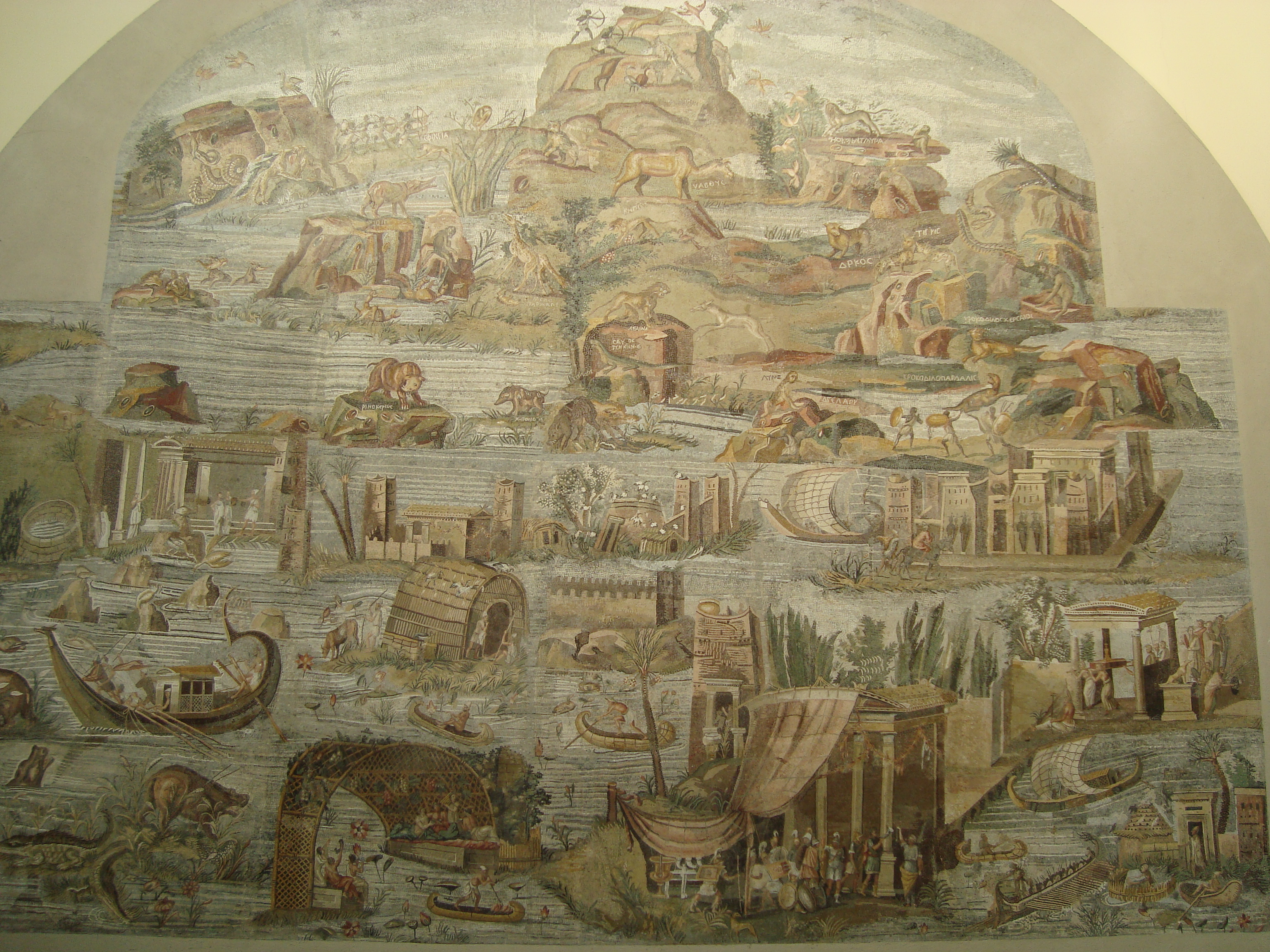
Mosaïque du Nil (IIe siècle av. J.-C.)
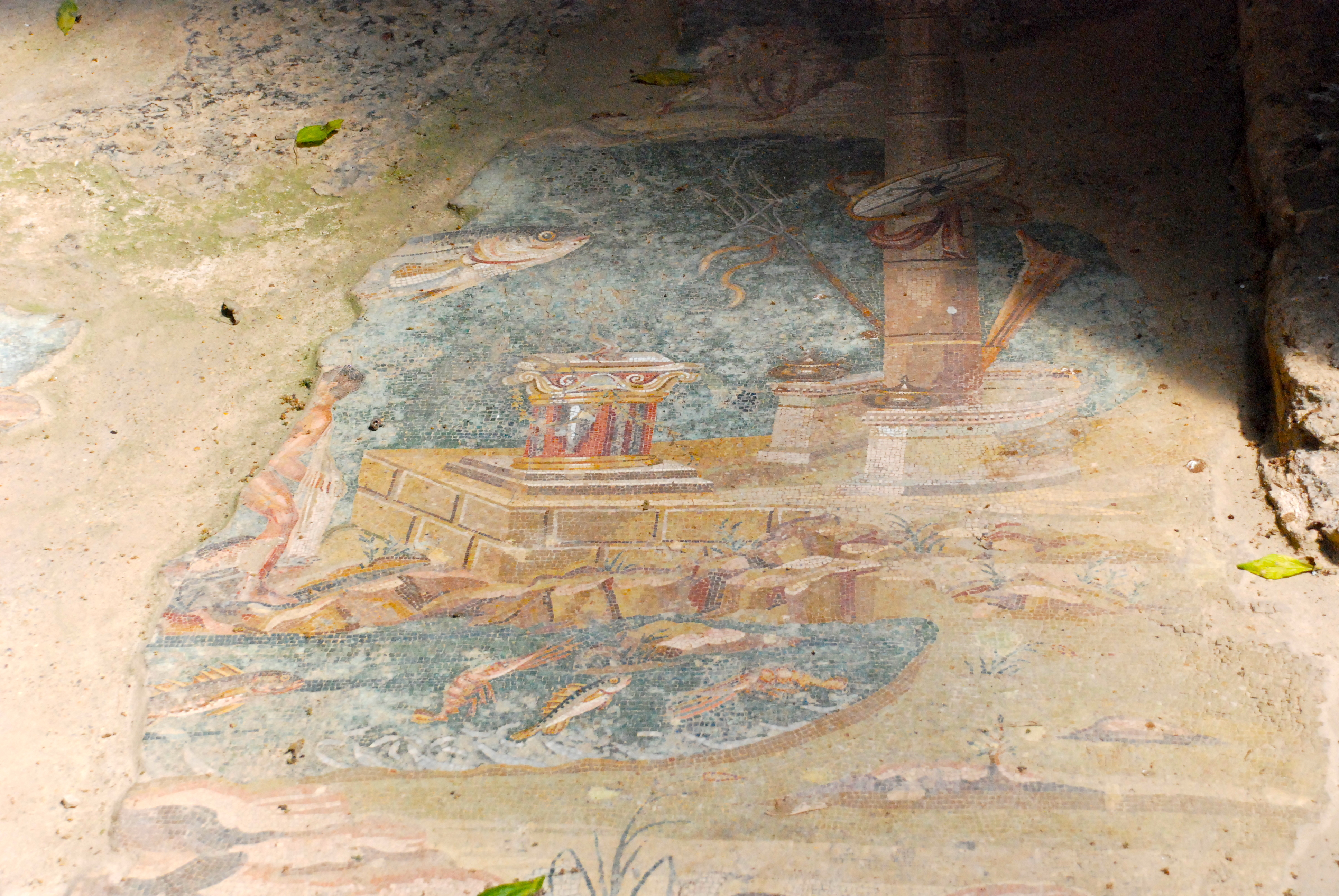
Mosaïque des poissons dans la cave des Parques
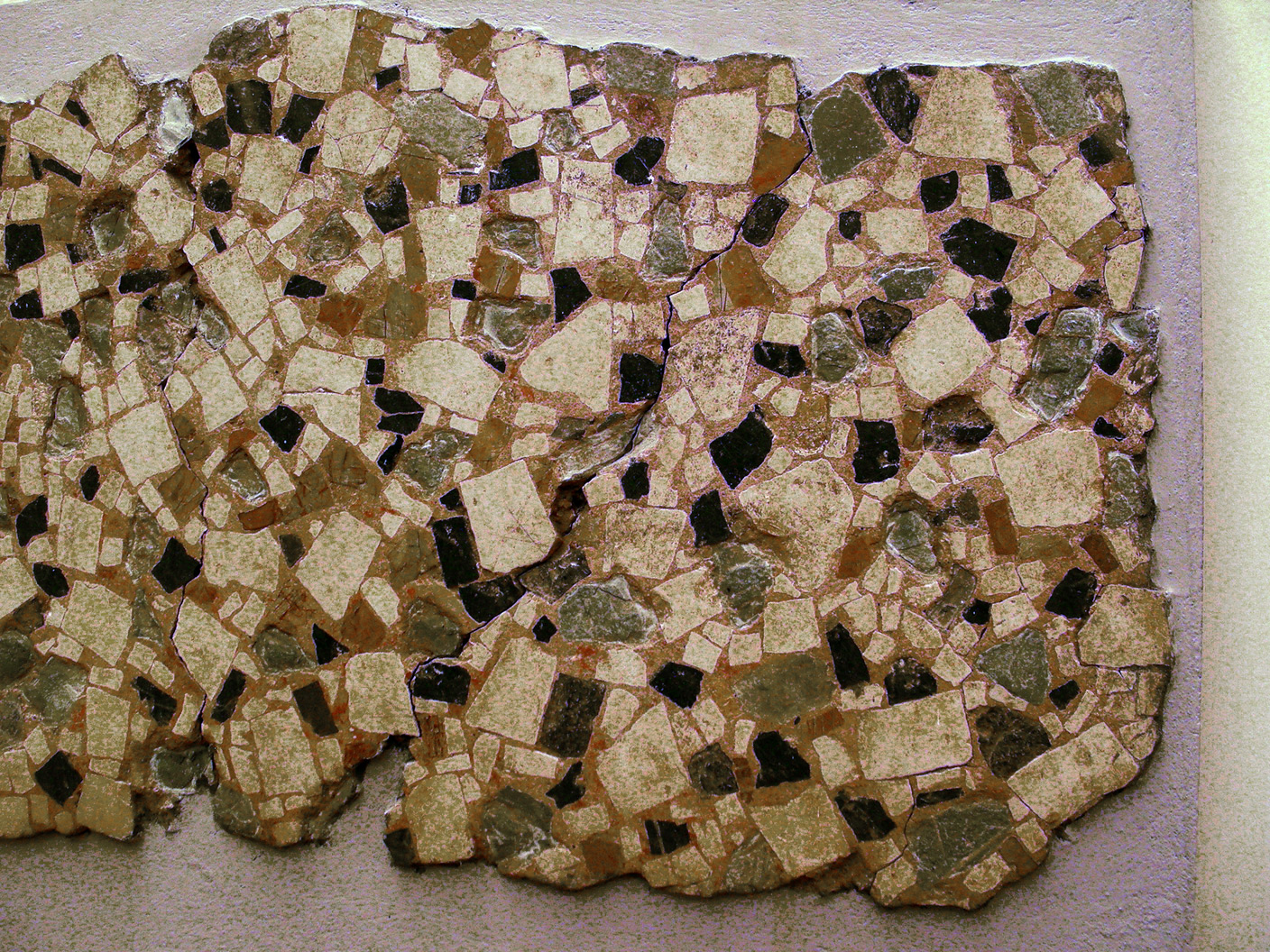
Sol en opus scutulatum

Reconstitution et plan du sanctuaire de la Fortune

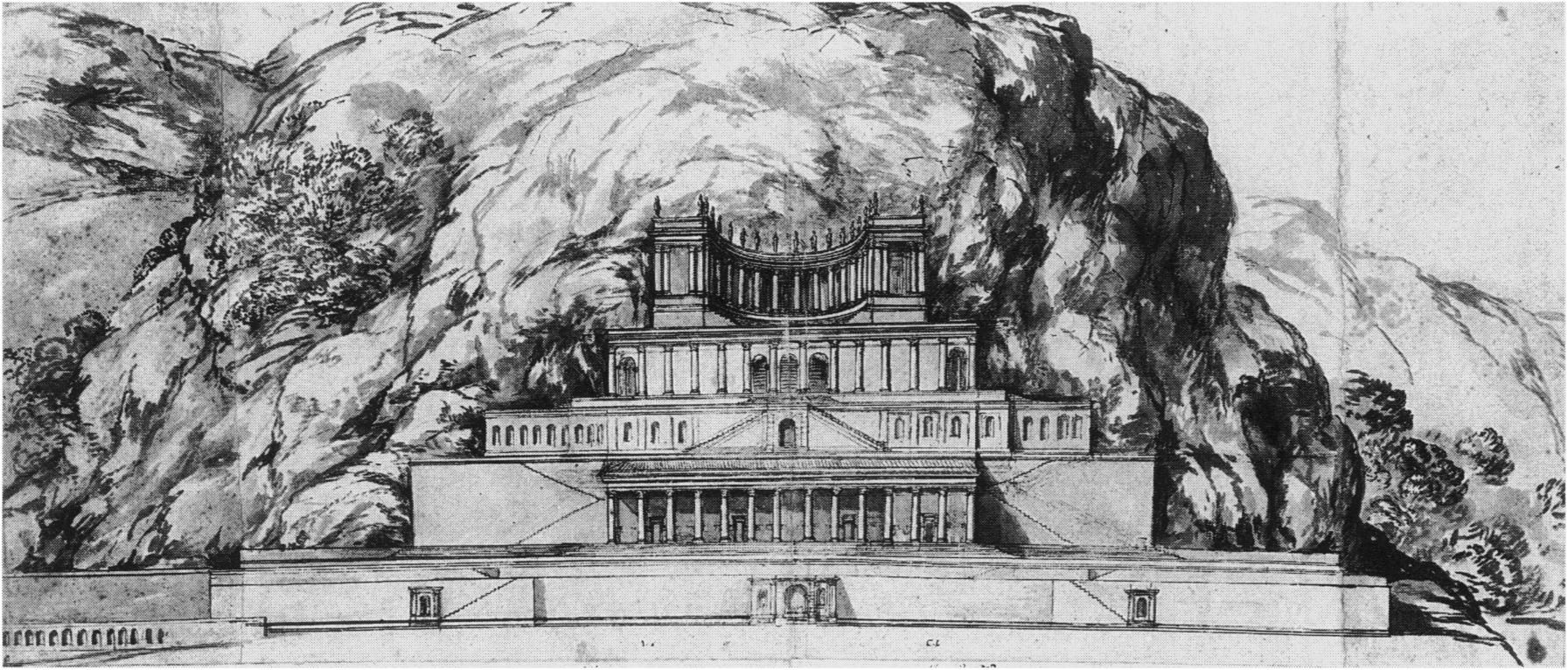
Reconstitution vue de face (Pietro da Cortona, 1596-1669)
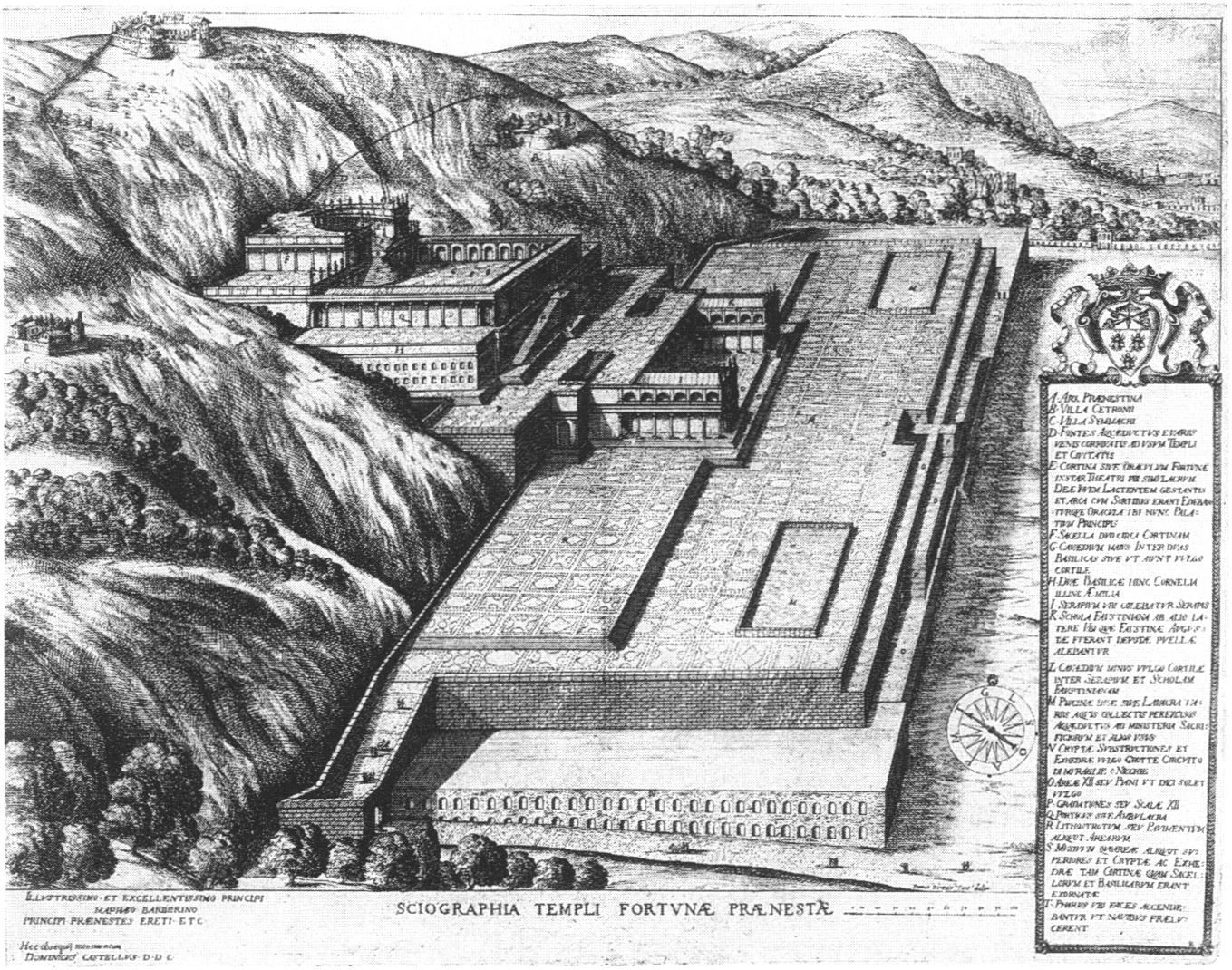
Reconstitution du sanctuaire de Fortuna Primigenia (Domenico Castelli, 1655)
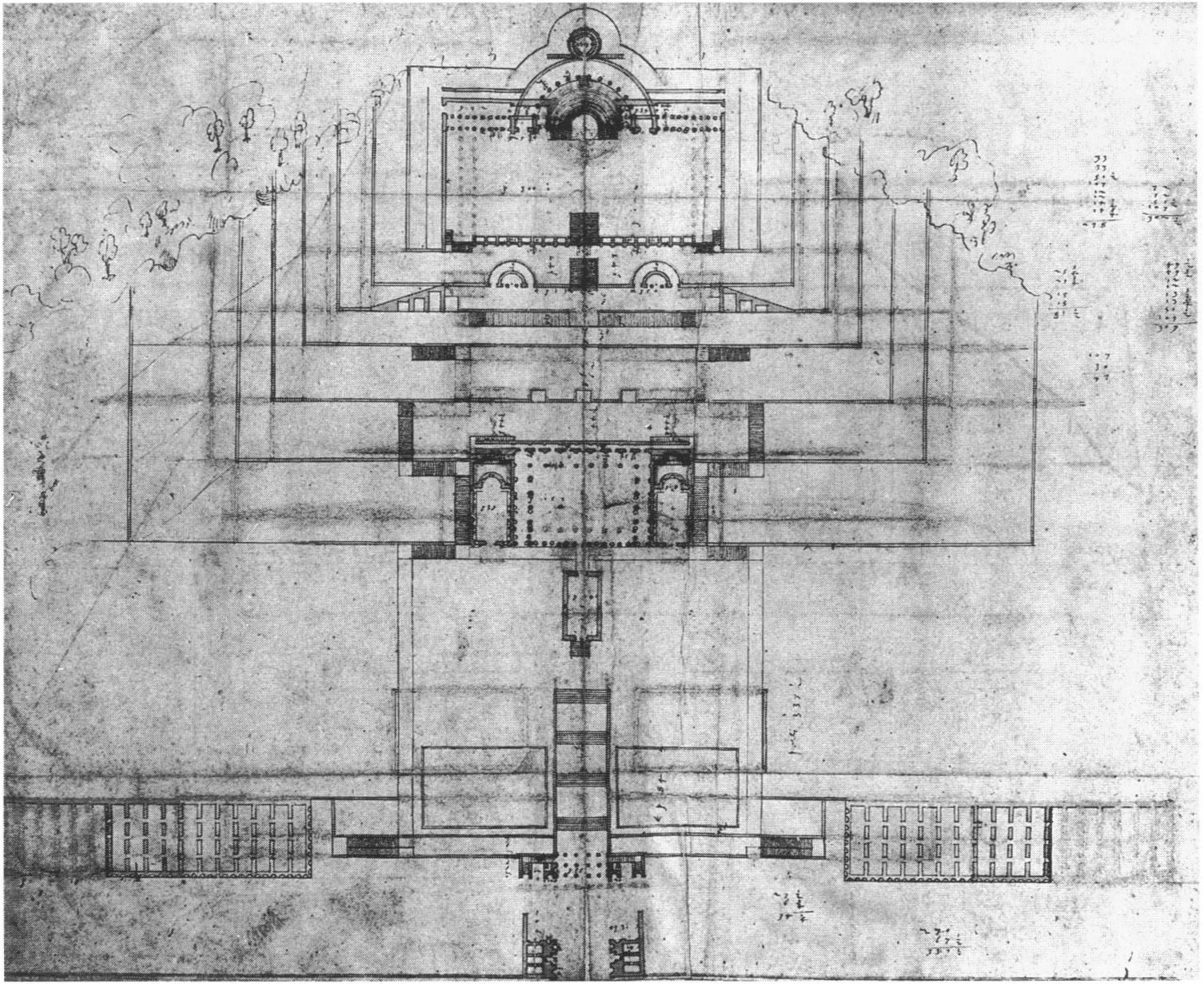
Plan du sanctuaire, par Andrea Palladio

## Postérité
Ce plan à terrasses a inspiré celui du château Neuf de Saint-Germain-en-Laye.